# 世界樹の迷宮SRS
世界樹の迷宮SRS（せかいじゅのめいきゅうエスアールエス）は、2010年3月にエンターブレインから出版されたテーブルトークRPG（以下、TRPG）。著者は遠藤卓司/F.E.A.R.。アトラスのニンテンドーDS用RPG『世界樹の迷宮』を原作とし、アルシャードシリーズや天羅WARなどと同じスタンダードRPGシステム（以下、SRS）を用いて制作された。

## 概要
エトリアの街の郊外にぽっかり開いた大地の裂け目「樹海」―世界樹の迷宮とも呼ばれるその地に挑む冒険者たちに扮して冒険するダンジョン探索型のTRPGである。
基本ルールブックはシリーズ第一作である『世界樹の迷宮』をベースに作られているが、一部のデータには『世界樹の迷宮II 諸王の聖杯』の要素が組み込まれている。

## システム
基幹システムにはSRSが採用されており、キャラクターの作成方法や行為判定はこれに準ずる。

### キャラクターの作成方法
プレイヤーキャラクターは、9つのキャラクタークラスから、1つを選択して、作成する。クラスの選択によりキャラクターの能力値が自動的に決定される。また、クラスごとに専用の「スキル」や、より強力な「フォーススキル」という特殊能力が習得できる。
キャラクターのレベルは、他の多くのSRSのゲームと同様に、初期作成では3レベルとなる。

### 成長
他の多くのSRSのゲームと同様に経験点を消費することでレベルアップが行われる。キャラクターのレベルが上がるたびに、自身が習得しているスキルのレベルを上昇させることができる。スキルのレベルが上がるとそのスキルの効果は増大する。また、習得条件が満たされていれば新しいスキルを習得することが可能である。これは原作ゲームにおけるスキルツリーの再現となっている。

### 行為判定
行為判定は上方判定に属する。判定に使用されるのは六面体ダイス二つ（以後2d6と表記）である。
「2d6+能力値」で得た数値が行為判定の目標値以上ならば判定は成功となる。なお、2d6で出た出目がクリティカル値以上（通常は12だがスキル等により増減する）ならばクリティカルが発生し、最終的な達成値に関わらず行為判定は自動成功する。逆に出目がファンブル値以下（通常は2だがスキル等により増減する）ならばファンブルが発生し自動失敗の効果となる。これはSRSの標準のルールである。

### シナリオの進行
シナリオの進行にはシーン制が採用されている。
また、1回のセッションはオープニング、ミドル、クライマックス、エンディングの4つのフェイズに分けられ、1回のセッションで1本のシナリオを確実に消化することを目指す仕組みになっている。

#### クエスト
PCがゲーム内で目指すべき目的、すなわち勝利条件は「クエスト」としてゲームマスター（以下、GM）より示される。アルシャードの「クエスト」等と機能上、同等である。GMはクエストを用いることで、「PCがシナリオ内で行うべき行動」についてキャラクター視点を超えた観点からヒントを与えることができる。
クエストを提示されたPCは、それを達成することでゲーム終了時に経験点を得る。

### フォーススキル
プレイヤーキャラクターはキャラクタークラスに応じた「フォーススキル」と呼ばれる通常のスキルよりも強力な効果を持ったスキルを、1シナリオに3回まで使用することができる。

### ダンジョンルール
シナリオは基本的にダンジョンアドベンチャーとなるため、ダンジョン探索のためルールが搭載されている。ダンジョンでは5マス×5マスの空間を１シーンと見なし、１マスを5m四方ととる。素材集めやモンスターとのランダムエンカウント、F.O.E.の要素もルール化されている。落とし穴やダメージを受ける床などのデータも用意されているが、これらの罠を探知・解除に関するためのルールは特別に用意はされていない。これは原作の『世界樹の迷宮』に"隠された罠を調べる"という概念がないためである。

### バトルルール

#### 位置
「エンゲージ」の概念が実装されているため、位置関係はある程度簡便に表現されるものの、武器の射程や移動距離、位置取りなどを配慮した戦術が必要となる。
ダンジョン内での戦闘のために、スクエアマップを使った戦闘ルールも用意されている。その他にも、素材集めなどで多くの戦闘をこなしたい場合などに簡潔に処理するための、位置関係を前列と後列だけで表し、移動などの要素を省略した「簡易バトルルール」も用意されている。

## キャラクタークラスとフォーススキル
各クラスの持つフォーススキルについては、クラス名の後ろに括弧で示した。原作である『世界樹の迷宮』の職業も参照のこと。
- ソードマン（フルゲイン） - 剣や斧を使って戦う物理攻撃に優れたクラス。追撃などによる、他クラスとの連携も可能。
- レンジャー（夢幻陣形） - 弓を使った遠距離攻撃や探索能力、支援能力に優れたクラス。
- パラディン（完全防御） - 自身のみならずパーティ全体の護り手となる難攻不落のクラス。
- ダークハンター（オールボンデージ） - 鞭や剣を使いこなし、バッドステータス付与等による行動妨害を得意とするクラス。
- メディック（超医術） - 技術と知恵により病める者、傷つきし者を癒す回復役のクラス。
- アルケミスト（超核熱の術式） - 高い火力で炎・氷・雷の属性を中心とする術式攻撃を行うクラス。
- バード（最終決戦の軍歌） - 歌舞音曲により仲間を鼓舞する、支援能力に優れたクラス。
- ブシドー（一閃） - 秘伝の剣技により最高峰の攻撃力を誇る一撃必殺の剣士をあらわすクラス。
- カースメーカー（黄幡の呪言） - 呪言によるバッドステータス付与などの行動妨害系の術式攻撃を得意とするクラス。

## 製品一覧
- 世界樹の迷宮SRS　ISBN 978-4-04-726426-7